# 墨西哥 (密苏里州)
墨西哥（英语：Mexico），美国密苏里州奥德雷恩县的一个城市，为奥德雷恩县县府所在地。总人口11,543（2010年）。